# Histriobdellidae
Histriobdellidae zijn een familie van borstelwormen (Polychaeta).

## Geslachten
- Histriobdella Van Beneden, 1858
- Histriodrilus Foettinger, 1884
- Steineridrilus Zhang, 2014
- Stratiodrilus Haswell, 1900

### Synoniemen
- Dayus Steiner & Amaral, 1999 => Steineridrilus Zhang, 2014